# Memoire
Memoire —en español: «recuerdo»— es el primer álbum de estudio de la banda japonesa Malice Mizer. Fue lanzado el 24 de julio de 1994 bajo el sello de Midi:Nette. Contó con una segunda edición lanzada el 24 de diciembre de 1994 junto con un extra "Visual Story Booklet" y como bonus track la canción "Baroque". Poco después de este relanzamiento el vocalista Tetsu abandono la banda por diferencias musicales.

## Lista de canciones
| Primera edición (CD) |                                       |        |        |          |  |
| N.º                  | Título                                | Letras | Música | Duración |  |
| 1.                   | «De memorie»                          |        | Mana   | 0:57     |  |
| 2.                   | «記憶と空 (Kioku to sora)»            | Tetsu  | Mana   | 4:48     |  |
| 3.                   | «エーゲ海に捧ぐ (E-GE kai ni sasagu)» | Tetsu  | Mana   | 5:09     |  |
| 4.                   | «午後のささやき (Gogo no sasayaki)»   | Tetsu  | Mana   | 2:34     |  |
| 5.                   | «魅惑のローマ (Miwaku no ROOMA)»      | Tetsu  | Mana   | 5:07     |  |
| 6.                   | «Seraph»                              | Tetsu  | Közi   | 3:23     |  |
| 21:08                |                                       |        |        |          |  |

| Segunda edición (CD) |                                       |        |        |          |  |
| N.º                  | Título                                | Letras | Música | Duración |  |
| 1.                   | «De memorie»                          |        | Mana   | 0:57     |  |
| 2.                   | «記憶と空 (Kioku to sora)»            | Tetsu  | Mana   | 4:48     |  |
| 3.                   | «エーゲ海に捧ぐ (E-GE kai ni sasagu)» | Tetsu  | Mana   | 5:09     |  |
| 4.                   | «午後のささやき (Gogo no sasayaki)»   | Tetsu  | Mana   | 2:34     |  |
| 5.                   | «魅惑のローマ (Miwaku no ROOMA)»      | Tetsu  | Mana   | 5:07     |  |
| 6.                   | «Seraph»                              | Tetsu  | Közi   | 3:23     |  |
| 7.                   | «バロック (BAROKKU) (Baroque)»        | Tetsu  | Mana   | 7:19     |  |
| 27:47                |                                       |        |        |          |  |